# Культура медных кладов

Некоторые артефакты из медных кладов: 1-2 Южная Харьяна, 3-4 Уттар-Прадеш, 5 Мадхья-Прадеш, 6-8 Южный Бихар, Северная Орисса, Бенгалия.

Культура медных кладов — энеолитическая археологическая культура древней Восточной Индии.
Культуру иногда называют культурой жёлтой керамики.

## Местоположение и периодизация
Как правило, находки, связанные с данной культурой, встречаются в кладах (отсюда и название), большинство которых найдены в Ревари.
Культура датируются 2 тыс. до н. э., однако датировка спорна, поскольку лишь немногие из них происходят из мест организованных раскопок с надёжным археологическим контекстом.

## Артефакты и их анализ
Открытие и первоначальные исследования имели место в конце XIX века, когда были найдены медные орудия этой культуры
Активные научные раскопки памятников культуры производились во второй половине XX века.
Выявлены 4 региональных группы кладов: южная Харьяна/северный Раджастхан, равнина Ганг/Джамуна, Чота-Нагпур и Мадхья-Прадеш, со своими характерными типами находок. Находки отдельных предметов из кладов получили известность уже в XIX веке.
Среди находок, характерных для региона южная Харьяна/северный Раджастхан — плоские топоры, гарпуны, двойные топоры, мечи с так называемыми антенными рукоятками и т. п. В области Ганг-Джумана встречаются подобные находки. Группы находок из Чота-Нагпура — иные: они включают изящные изделия и нечто похожее на слитки.
Предметы в медных кладах, как предполагается, служили для культовых целей, поскольку на них отсутствуют следы износа, а размеры не всегда соответствуют размерам человеческой руки.
Этническая принадлежность носителей культуры остается спорным вопросом. Есть утверждения что есть связь с населением, вытесненным из Хараппы арийскими племенами, так и о её связи с последними. Есть другое мнение что носители данной культуры были связаны с предками народов мунда.
Последние исследования (в том числе Хастинапуре) позволили опредеить, что данная культуры существовала до XII-XI веков до н. э., до её вытеснения культурой серой расписной керамики.